# Långlandet (naturreservat)
Långlandet är ett naturreservat i Överkalix kommun i Norrbottens län.
Området är naturskyddat sedan 2010 och är 1,2 kvadratkilometer stort. Reservatet omfattar våtmarker och skog kring en bäck på Långlandsbgergets sydostlsuttning , norr om Långlandet. Reservatet består av granskog och sumpskog.